# Patrick Laupin
 (octobre 2009).
Si vous disposez d'ouvrages ou d'articles de référence ou si vous connaissez des sites web de qualité traitant du thème abordé ici, merci de compléter l'article en donnant les références utiles à sa vérifiabilité et en les liant à la section « Notes et références ».
Patrick Laupin est un écrivain français né en 1950 dans l’Aude.

## Biographie
Patrick Laupin est né en 1950 à Carcassonne dans l’Aude, il a passé son enfance dans les Cévennes, dans une famille de mineurs de fond. Il a exercé pendant dix ans le métier d’instituteur et pendant vingt ans celui de formateur de travailleurs sociaux, creusant sans relâche un espace de transmission de la lecture et de l’écriture dans des lieux d’alphabétisation et d’internement, avec des adultes, des enfants et des adolescents en rupture de lien social. Tous ses livres, publiés depuis 1975, témoignent d’une écriture étincelante et harmonieuse qui réhabilite la splendeur inégalée d’un partage des mots. Véritable instrument de guerre déclarée à toute forme d’exclusion sociale, il suffit de se laisser porter par l’appel inimitable qui sourd du déroulement des pages de ses livres pour retrouver le bonheur simple et rare d’être ensemble.
Dans les émissions de France Culture, animées par Colette Fellous, Francesca Piolot, Alain Veinstein, Mathieu Bénézet... les auditeurs ont à maintes reprises salué la douceur de cette passion pleine et attentive à une vérité expatriée.

### Dernièrement
Parution, en juin 2012, du nouveau livre de Patrick Laupin L’Esprit du livre. Le crime de poésie et la folie utile dans l’œuvre de Mallarmé. Cet ouvrage qui rassemble la somme des études écrites en près de quarante ans sur l'œuvre entière de Mallarmé, constitue un apport précieux et novateur à la voie qu'elle a inaugurée et témoigne de son actualité.

Cet immense chantier conduit par Patrick Laupin, n'est pas sans fournir un nouvel éclairage sur sa propre production poétique et particulièrement les ouvrages publiés de 1981 à 1996.

À l'occasion de la publication de ses études sur Mallarmé, La Rumeur Libre Éditions réédite toute l'œuvre poétique de Patrick Laupin en deux volumes et l'accompagne d'un livre d'entretiens inédits intitulé L'énigme de la phrase, dans lequel il nous réserve une approche inédite de son expérience poétique. Cette œuvre est couronnée en 2013 par le Grand prix de poésie de la SGDL (Société des gens de lettres).

## Œuvres
- Mon Livre, Le Réalgar éditions, février 2021.
- Le dernier avenir, La rumeur libre éditions, septembre 2015.
- L'Homme imprononçable, La rumeur libre éditions, 2007.
- Stéphane Mallarmé, Poètes d’aujourd’hui, Seghers, 2004.
- Poésie. Récit, Comp'Act, 2001.
- Le Courage des oiseaux, Le Bel Aujourd’hui, 1998. Réédition chez Comp'Act en 2001.
- Le Sentiment d’être seul, Paroles d’Aube, 1996.
- Le Vingt-deux octobre, avec des lavis de Henri Jaboulay, Cadex, 1995.
- La Rumeur libre, avec des dessins de Joël Frémiot, Paroles d’Aube, 1993.
- Les Visages et les Voix, avec des photographies de Yves Neyrolles, Cadex, 1991. Rééditions Comp'Act, 2001 ; La rumeur libre éditions, 2008 (nouvelle édition).
- Jour d’octobre, Tarabuste, 1990.
- Solitude du réel, Seghers, 1989.
- Le Dessin lui-même, avec des dessins de Louise Hornung, Comp'Act, 1987.
- Ces moments qui n’en deviennent qu’un, Ubacs, 1985.
- Le Jour l’aurore, Comp'Act, 1981. Réédition en 1987.
- D’ailleurs et de partout, Éditions de l’Ollave, 1975.

Pour Cadex, Comp'Act, Éditions Stock, Flammarion, Seghers.
Ouvrages collectifs
- L'Année poétique 2008, Seghers, 2008.
- Un certain accent, Anthologie de poésie contemporaine, Bernard Noël, L’Atelier des Brisants, 2002.
- Lyon, ville écrite, Des lieux et des écrivains, Éditions Stock, 1997.
- Poésie en France, 1983-1988, une anthologie critique, Henri Deluy, Flammarion, 1989.